# Ссылка (наказание)
Ссы́лка — вид уголовного наказания, состоящий в удалении осуждённого из места его постоянного или временного жительства с обязательным поселением сыльнопоселенца в определённой местности, как правило, на окраине, на периферии в пределах страны, государства на срок, указанный в приговоре.
Этот вид уголовного наказания был в качестве основного или дополнительного наказания предусмотрен дореволюционным российским и советским законодательством, а также законодательством зарубежных государств. Ныне действующий Уголовный кодекс Российской Федерации не предусматривает такого вида наказания.
Ссылку не следует путать с изгнанием из государства. Ссылка — выселение в пределах государства, на его периферию. Изгнание — принудительное выселение гражданина государства за пределы государства, обычно сочетаемое с лишением гражданства, или депортация, объявление персоной нон грата иностранца.
Например: Андрей Дмитриевич Сахаров был сослан в Горький, а Александр Исаевич Солженицын был сослан в 1953 году в посёлок Кок-терек Джамбульской области (Казахская ССР), но изгнан из Союза ССР в 1974 году в Западную Германию (ФРГ).
Лев Троцкий: первая ссылка в Сибирь (1898), вторая ссылка в Сибирь (1907), высылка из Франции (1916), третья ссылка в Алма-Аты (1928), изгнание из СССР (1929).
Ссылку также не следует путать с высылкой — запрещением проживания в определённых местностях (обычно столичных и иных крупных городах). В отличие от ссылки, высланные избирали место работы и жительства самостоятельно, кроме местностей, проживание в которых им было запрещено. Человек, отправленный в ссылку — Ссы́льный или Ссыльная, а название ссыльного или каторжного, бежавший, из тюрьмы или с места поселения в Сибири — Варна́к, его жена — Варначиха или  Варначка. 

## Политическая ссылка в дореволюционной России
Политическая ссылка в дореволюционной России применялась по решению суда или в административном порядке (в отношении лиц, подозреваемых в участии в общественном движении, высылка могла осуществляться без суда, по распоряжению царя, некоторых губернаторов и органов Министерства внутренних дел — см. ниже).
Высылка в отдалённую местность на поселение или на каторгу производилась как на определённый срок, так и бессрочно. Этот вид наказания был законодательно оформлен в конце XVI века, но использовался и ранее в отношении простых людей, опальных бояр, неугодных священников.
Местами ссылки первоначально являлись окраины Европейской России (Урал, северные районы), затем — Кавказ, а с ходом освоения восточных районов — Сибирь. В XVIII веке на крепостные работы, заводы и рудники ссылали участников массовых народных выступлений, в периоды дворцовых переворотов в ссылку отправляли опальных государственных деятелей: графа Петра Толстого — на Соловки, генералиссимуса князя Меншикова — в Берёзов и т. д. Первыми сибирскими ссыльными считаются жители Углича, сосланные в Пелымский острог по делу об «убиении» царевича Дмитрия в 1593 году — через год после основания самого Пелыма. В 1599 году туда же сосланы стольники Василий и Иван Никитичи Романовы. По подсчётам П. Н. Буцинского, в первой половине XVII века в Сибирь сослано не менее 1 500 человек.
Массовый характер ссылка приобрела после отмены в середине XVIII века смертной казни и замены её пожизненной каторгой.
В первой половине XIX века на каторгу в Сибирь и в ссылку на Кавказ были отправлены декабристы и петрашевцы, в 1831 году — в Сибирь на каторгу и в ссылку были отправлены тысячи участников польского восстания 1830—1831.
Общепризнано, что политические ссыльные оказали большое влияние на развитие Сибири, способствовали распространению культуры, просвещения, изучению природных богатств и т. д. Многие из них нашли себе здесь новую родину — и до сих пор в Сибири компактно проживают потомки людей, сосланных сюда ещё в XIX веке. Это, например, семейские староверы Забайкалья — потомки староверов, переселённых из восточной части Польши.
В «Уложении о наказаниях» (1845) ссылка была установлена как одна из основных мер наказания за преступления, как уголовные, так и политические. Кроме того, существовала и нередко применялась на практике административная ссылка как ссылка «по высочайшему повелению» (ей подверглись Пушкин, Герцен, Огарёв и др.). В 1850-е право ссылать в административном порядке по политическим мотивам получили некоторые местные администраторы — наместник Кавказа, виленский генерал-губернатор и др. В 1860—1870-е в ссылку направляли участников крестьянских волнений, членов народнических и народовольческих организаций, участников Польского восстания 1863—1864, начиная с конца XIX века — членов левых политических организаций.
Основными местами политической ссылки становятся Забайкалье, Якутская область, Енисейская, Иркутская и Томская губернии, затем — Сахалин. С 1906 года в ссылку направлялись участники Революции 1905—1907.
6(19) марта 1917 года Временное правительство объявило политическую амнистию, а 26 апреля (9 мая) 1917 года политическая ссылка была официально упразднена. Однако уже в 1920-е годы политическую ссылку восстановила Советская власть.

## Специфика ссылки как вида наказания в СССР
В соответствии с советской судебной практикой, ссылка в качестве основного наказания применялась, если суд считал, исходя из характера и степени общественной опасности совершённого преступления и личности виновного, что его перевоспитание может быть достигнуто без изоляции от общества, но при условии удаления его из той среды, в которой было совершено преступление. Таким путём пресекалось использование виновным преступных связей и предотвращалась возможность совершения им нового преступления.
Ссылка также могла назначаться в качестве дополнительного наказания (после отбытия основного или при замене не отбытой части лишения свободы менее тяжким наказанием).
Правовой режим отбывания ссылки заключался в ограничении свободы передвижения пределами того административного района, куда осуждённый был сослан. Он обязан был ежемесячно регистрироваться в местных органах внутренних дел и своевременно сообщать о перемене места жительства или работы. В советское время ссыльнопоселённые были обязаны заниматься общественно полезным трудом, иначе им ещё грозило и наказание за тунеядство.
Ссылка, как и другие виды наказания, зачастую сочеталась с последующей высылкой — запрещением проживания в определённых местностях (обычно столичных и иных крупных городах). В отличие от ссылки, высланные избирали место работы и жительства самостоятельно, кроме местностей, проживание в которых им было запрещено (так называемый «минус»).
При Советской власти ссылку в качестве средства для изоляции от общества начали применять в 1920-1930-е годы по отношению к политическим противникам большевиков — бывшим эсерам, левым эсерам и меньшевикам. Она применялась, как правило, во внесудебном порядке.
Затем к ним присоединились троцкисты, а с началом поголовной коллективизации сельского хозяйства — зажиточные крестьяне, которых высылали целыми семьями на Север, на Урал и в Сибирь.
В середине 1930-х годах, когда политические репрессии в СССР приобрели невиданные масштабы, ссылка, по всей видимости, начала восприниматься как чересчур гуманное наказание для противников существующей власти, обвиняемых в конкретных политических преступлениях, и её, в основном, заменило лишение свободы на длительные сроки, а во многих случаях — смертную казнь. Кроме того, «высшие государственные интересы» требовали создания многомиллионной армии принудительного — то есть каторжного — труда, что невозможно было обеспечить в обычной ссылке.
В 1939—1941, с присоединением к СССР целого ряда западных территорий, ссылке были подвергнуты целые социальные группы населения Западной Украины, Западной Белоруссии, Прибалтики, Бессарабии — представители «буржуазно-помещичьих классов», работники государственного аппарата управления, полиции, жандармерии, священнослужители, представители национальной интеллигенции — в общем, все, недовольные новой, Советской властью. Согласно «Директиве о выселении социально-чуждого элемента из республик Прибалтики, Западной Украины и Западной Белоруссии и Молдавии» НКВД СССР подлежали административному выселению во внутренние районы СССР следующие категории лиц:

1. участники контрреволюционных партий и антисоветских националистических организаций;
2. бывшие жандармы, охранники, руководящий состав полиции, тюрем, а также рядовые полицейские и тюремщики при наличии компрометирующих документов;
3. помещики, крупные торговцы, фабриканты и чиновники буржуазных государственных аппаратов;
4. бывшие офицеры и белогвардейцы, в том числе офицеры царской армии и офицеры, служившие в территориальных корпусах Красной Армии (образованных из частей и соединений бывших национальных армий независимых государств Литвы, Латвии и Эстонии после их включения в состав СССР);
5. уголовники;
6. проститутки, зарегистрированные в полиции и продолжающие заниматься прежней деятельностью;
7. члены семей лиц, учтенных по пунктам 1-4;
8. члены семей участников контрреволюционных националистических организаций, главы которых осуждены к высшей мере наказания (ВМН) либо скрываются и перешли на нелегальное положение;
9. бежавшие из бывшей Польши и отказавшиеся принимать советское гражданство;
10. лица, прибывшие из Германии в порядке репатриации, а также немцы, зарегистрированные на выезд и отказывающиеся выехать в Германию.

В начале Великой Отечественной войны власти начали применять ссылку (высылку) в отношении компактно проживающих национальных групп, которые потенциально могли стать «пятой колонной» в тылу советских войск — этнических немцев (в том числе немцев Поволжья), финнов, ингерманландцев. Их направляли в Сибирь (Алтайский край) и Казахстан.
В 1944 бессрочной высылке в Казахстан и Среднюю Азию вновь подверглись компактно проживающие национальные группы и целые народы — крымские татары, турки-месхетинцы, понтийские греки, калмыки, карачаевцы, балкарцы, чеченцы, ингуши, корейцы. Реабилитированы они были лишь после смерти Сталина, в 1956 году; формальное разрешение вернуться некоторые не получали до конца Советской власти.
В конце 1940-х — начале 1950-х ссылке подвергались жители Прибалтики и Западной Украины, оказывавшие содействие членам подпольных вооружённых групп, ведущих борьбу против Советской власти.
В 1960-1970-е ссылку (высылку) применяли уже практически в единичных случаях, в отношении так называемых диссидентов, причем во многих случаях им инкриминировалось тунеядство. Самым известным из них стал академик Андрей Сахаров, сосланный в административном порядке («в виде исключения») в Горький и получивший возможность вернуться в Москву лишь с приходом перестройки. Высылка из столичных городов или ссылка в отдалённые районы или города, закрытые для иностранных граждан, применялась для того, чтобы лишить высылаемых возможности вступать в контакты с представителями иностранных СМИ, правительственных и правозащитных организаций.

## Массовые ссылки
- Вавилонское пленение — период в истории древних евреев с 586 до н. э. по 539 до н. э. (от насильственного переселения части евреев в Вавилон после взятия Иерусалима вавилонским царём Навуходоносором II до возвращения их в Палестину после завоевания Вавилонии персидским царём Киром II).

- Депортация народов в СССР

## Известные ссыльные

### Известные ссыльные древнего мира
- Климент I (папа римский)
- Иоанн Златоуст
- Несторий
- Диоскор
- Флавиан
- Публий Овидий Назон

### Известные ссыльные средних веков
- Никифор, патриарх Константинопольский
- Михаил Кируларий
- Павел Коломенский

### Известные ссыльные XVII—XVIII веков
- Аввакум (протопоп)
- Голицын, Василий Васильевич
- Меншиков, Александр Данилович
- Бирон, Эрнст Иоганн
- Анна Леопольдовна

### Известные ссыльные XIX—XX веков
- Наполеон Бонапарт
- Михаил Лермонтов
- Иван Тургенев
- Александр Пушкин
- Фёдор Достоевский
- Ленин
- Сталин
- Троцкий
- Александр Солженицын
- Андрей Сахаров
- Иосиф Бродский
- Осип Мандельштам

## Ссылка в других государствах
В зарубежных государствах ссылка в качестве меры уголовного наказания была введена ещё в XV—XVI веках, с образованием заморских колоний.
Из Великобритании преступников ссылали в Америку (до 1776 года) и Австралию (до 1852 года), что также способствовало заселению и освоению новых территорий. В Великобритании более четырёх веков подряд проводилась политика переселения детей из бедных и неблагополучных семей в заморские владения якобы для обретения ими «лучшей жизни». За это время в рамках программы «Дети-мигранты» около 130 тысяч детей и подростков из семей коренных жителей королевства были насильно направлены в Канаду, Австралию, Новую Зеландию, ЮАР, Зимбабве и другие уголки Британской Империи. Изъятые из своих семей дети в течение десятилетий подвергались в детских домах сексуальному насилию, жестокости и принудительному труду. Программа была свернута лишь в 1967 году.
На протяжении XX века в Греции широко применялась практика ссылки инакомыслящих на небольшие острова в Эгейском море.
До Второй мировой войны широко применялась практика ссылки уголовников из Франции во Французскую Гвиану и Новую Каледонию — транспортации (комплексного наказания в виде каторжных работ со ссылкой в Гвиану и другие заокеанские территории Франции) и релегации (дополнительного наказания в виде ссылки, применявшейся к более опасным рецидивистам после отбытия ими наказания в тюрьмах метрополии). Суровые климатические условия этих мест приводили к гибели большинства сосланных.
В Италии преступников ссылали в Триполитанию.
Из Португалии до «Революции гвоздик» 1974 года политические заключённые ссылались в африканские колонии (Ангола, Мозамбик и др.), из Греции в период военной хунты во главе с Георгиосом Пападопулосом (1967—1974) — на острова Эгейского моря.

## Память
В 1921—1935 в Москве издавался журнал «Каторга и ссылка» — орган бывших политических каторжан и ссыльнопоселенцев, осужденных во время существования Российской империи. Издание публиковало мемуары и исследования по соответствующей тематике, служило центром объединения бывших осужденных.